# Wallonische Parlamentswahl 1999
- Ecolo: 14
- PS: 25
- PRL-FDF: 21
- PSC: 14
- FN: 1

Die Wallonische Parlamentswahl 1999 fand am 13. Juni statt. Gewählt wurden die 75 Abgeordneten des wallonischen Parlaments. Am selben Tag fanden in Belgien auch die Flämische Parlamentswahl, die Wahl des Rats der Region Brüssel-Hauptstadt, die Europawahl und die Wahl des belgischen Parlaments statt.

## Vorgeschichte
Die Wahl in Wallonien 1999 war die zweite Wahl seit Einführung der Direktwahl des wallonischen Parlaments 1995 infolge der vierten Staatsreform, die Belgien in einen echten Bundesstaat umwandelte. Beide Regionalwahlen, 1995 und 1999, wurden parallel zur Wahl des belgischen Parlaments abgehalten und dementsprechend überlappten sich die Wahlkampfaktivitäten und -themen sehr stark. Nach der föderalen Wahl 1995 war auf gesamtstaatlicher Ebene eine Koalition aus Christsozialen und Sozialisten ins Amt gekommen (Regierung Dehaene II). Sowohl in Wallonien, als auch in Flandern war man bemüht, mit der Bundesregierung kongruent zu bleiben, und auch hier bildeten sich entsprechende Koalitionsregierungen. In Wallonien war dies die Regierung Collignon II aus der Parti Socialiste (PS) und der Parti Social Chrétien (PSC).
Anfang 1998 wurde entschieden, die belgischen Föderal- und Regionalwahlen, die turnusmäßig eigentlich erst Ende 1999 hätten abgehalten werden müssen, vorzuziehen, um sie mit dem Wahltermin der Europawahl am 13. Juni 1999 zusammenfallen zu lassen. Der Wahlkampf begann relativ frühzeitig schon im Jahr 1998. Kurz vor der Wahl erschütterte ein Skandal um Dioxin-verunreinigte Fleisch- und Milchprodukte aus belgischen Mastbetrieben die Öffentlichkeit. Der Skandal führte am 30. Mai 1999 zum Rücktritt der Minister Marcel Colla und Karel Pinxten aus der Regierung Dehaene II. Die EU-Kommission ergriff scharfe Maßnahmen gegen belgische Mastbetriebe und mehrere Länder verhängten Importverbote für belgische landwirtschaftliche Produkte. Das Handeln der Regierung wurde durch die Oppositionsparteien (insbesondere die Liberalen VLD und PRL sowie die Grünen Ecolo und Agalev), als „chaotisch“ kritisiert. Die grünen Parteien erlebten durch den Umweltskandal einen erheblichen Aufwind in den Meinungsumfragen.

## Teilnehmende Parteien und Listenverbindungen
Die folgenden 24 Parteien und Wahllisten nahmen an der Wahl teil:
- Parti Socialiste (PS)
- Parti Réformateur Libéral – Front démocratique des francophones (PRL-FDF)
- Ecolo
- Parti Social Chrétien (PSC)
- Front National (FN)
- Vivant
- Parti Communiste (PC)
- Front nouveau de Belgique (FNB)
- Wallon, active-toi et lutte pour la liberté et une organisation nouvelle (Wallon)
- Parti du Travail de Belgique – Unité anticapitaliste (PTB-UA)
- Parti pour une nouvelle politique belge (PNPB)
- Français réunis dans une action nationale de coopération et d’émancipation (France)
- Partei JUROPA und Unabhängige – Partei der deutschsprachigen Belgier (PJU-PDB)
- Alliantie – Alliance (A)
- Contre-vent (CTV)
- Pour un mouvement de défense des travailleurs et de la jeunesse (PMTJ)
- Front national – Fédération wallonne (FN-FW)
- Front de la nation belge (FNB)
- Union Démocratique – Democratische Unie (UDDU)
- Parti Communautaire National-Européen (PCN)
- Parti social démocrate (PSD)
- Liste citoyenne (LC)
- Référendum (REF)

Sieben der teilnehmenden Parteien stellten in jedem der dreizehn wallonischen Wahlkreise Listen auf: PS, das Wahlbündnis PRL-FDF-MCC (unter dem Akronym PRL-FDF), Ecolo, PSC, Vivant, PC und PTB-UA. Die „rattachistischen“ Listen France und Wallon stellten sich in sieben, bzw. fünf Wahlkreisen zur Wahl. Die Liste „A“ trat in drei Wahlkreisen, und PSD und UDDU traten in zwei Wahlkreisen an.
Der rechtsextreme Front National kandidierte in allen Wahlkreisen außer Neufchâteau-Virton. Weitere rechtsextreme Listen waren FN-FW und die Front de la Nation belge (jeweils nur in der Provinz Hennegau). Im Wahlkreis Lüttich kandidierte eine Wahlliste unter Führung des rechtsextremen Politikers Joseph Franz unter der Bezeichnung „–“, da das ursprünglich intendierte Akronym durch eine Gerichtsentscheidung abgelehnt wurde, weil darin die geschützte Abkürzung „FN“ des Front National verwendet worden war. Alle weiteren Listen kandidierten nur in jeweils einem Wahlkreis.

## Wahlsystem
Die 75 Abgeordneten des wallonischen Parlaments wurden in 13 Wahlkreisen gewählt, die sich auf die fünf wallonischen Provinzen verteilten. Im Vergleich zur Wahl 1995 blieben die Abgeordneten pro Wahlkreis unverändert.

Wahlkreise und zu wählende Abgeordnete

| Provinz            | Wahlkreise                                          | Zu wählende Abgeordnete |
| ------------------ | --------------------------------------------------- | ----------------------- |
| Wallonisch-Brabant | Nivelles                                            | 07                      |
| Hennegau           | Mons Charleroi Tournai-Ath-Mouscron Soignies Thuin  | 06 10 07 04 03          |
| Namur              | Namur Dinant-Philippeville                          | 06 03                   |
| Lüttich            | Lüttich Huy-Waremme Verviers                        | 14 04 06                |
| Luxemburg          | Arlon–Marche-en-Famenne–Bastogne Neufchâteau–Virton | 03 02                   |

## Ergebnis

Gewählte Abgeordnete nach Parteien in den Wahlkreisen

| Partei                                          | Partei                                          | Stimmen   | Stimmen  | Stimmen | Sitze | Sitze   | Sitze |
| Partei                                          | Partei                                          | Zahl      | in %     | +/−     | Zahl  | in %    | +/−   |
| ----------------------------------------------- | ----------------------------------------------- | --------- | -------- | ------- | ----- | ------- | ----- |
|                                                 | PS                                              | 560.867   | 29,44 %  | ▼5,78 % | 25    | 33,3 %  | ▼5    |
|                                                 | PRL-FDF                                         | 470.454   | 24,69 %  | ▲1,03 % | 21    | 28,0 %  | ▲2    |
|                                                 | Ecolo                                           | 347.225   | 18,22 %  | ▲7,81 % | 14    | 18,7 %  | ▲6    |
|                                                 | PSC                                             | 325.229   | 17,07 %  | ▼4,49 % | 14    | 18,7 %  | ▼2    |
|                                                 | FN                                              | 75.262    | 3,95 %   | ▼1,16 % | 1     | 1,3 %   | ▼1    |
|                                                 | Vivant                                          | 46.099    | 2,42 %   | (neu)   | 0     | 0,0 %   | (neu) |
|                                                 | PC                                              | 19.178    | 1,01 %   | ▲0,67 % | 0     | 0,0 %   | ▬     |
|                                                 | FNB                                             | 14.969    | 0,79 %   | (neu)   | 0     | 0,0 %   | (neu) |
|                                                 | Wallon                                          | 11.550    | 0,61 %   | ▲0,28 % | 0     | 0,0 %   | ▬     |
|                                                 | PTB-UA                                          | 9.408     | 0,49 %   | ▼0,18 % | 0     | 0,0 %   | ▬     |
|                                                 | PNPB                                            | 8.205     | 0,43 %   | (neu)   | 0     | 0,0 %   | (neu) |
|                                                 | France                                          | 6.638     | 0,35 %   | ▲0,22 % | 0     | 0,0 %   | ▬     |
|                                                 | PJU-PDB                                         | 3.894     | 0,20 %   | (neu)   | 0     | 0,0 %   | (neu) |
|                                                 | A                                               | 1.346     | 0,07 %   | (neu)   | 0     | 0,0 %   | (neu) |
|                                                 | CTV                                             | 755       | 0,04 %   | (neu)   | 0     | 0,0 %   | (neu) |
|                                                 | PMTJ                                            | 675       | 0,04 %   | (neu)   | 0     | 0,0 %   | (neu) |
|                                                 | FN-FW                                           | 654       | 0,03 %   | (neu)   | 0     | 0,0 %   | (neu) |
|                                                 | –                                               | 563       | 0,03 %   | (neu)   | 0     | 0,0 %   | (neu) |
|                                                 | FNBP                                            | 532       | 0,03 %   | (neu)   | 0     | 0,0 %   | (neu) |
|                                                 | UDDU                                            | 458       | 0,02 %   | (neu)   | 0     | 0,0 %   | (neu) |
|                                                 | PCN                                             | 403       | 0,02 %   | ▼0,08 % | 0     | 0,0 %   | ▬     |
|                                                 | PSD                                             | 339       | 0,02 %   | (neu)   | 0     | 0,0 %   | (neu) |
|                                                 | LC                                              | 315       | 0,02 %   | (neu)   | 0     | 0,0 %   | (neu) |
|                                                 | REF                                             | 221       | 0,01 %   | ▼0,01 % | 0     | 0,0 %   | ▬     |
| Gültige Stimmen                                 | Gültige Stimmen                                 | 1.905.239 | 91,6 %   |         |       |         |       |
| Ungültige Stimmen                               | Ungültige Stimmen                               | 174.322   | 8,4 %    |         |       |         |       |
| Abgegebene Stimmen                              | Abgegebene Stimmen                              | 2.079.561 | 100,00 % | —       | 75    | 100,0 % | ▬     |
| Anzahl der Wahlberechtigten und Wahlbeteiligung | Anzahl der Wahlberechtigten und Wahlbeteiligung | 2.301.411 | 90,4 %   | ▼0,16 % |       |         |       |

## Regierungsbildung
Das Wahlergebnis bedeutete eine deutliche Niederlage für die regierende Koalitionsregierung aus PS und PSC. Wahlgewinner waren in erster Linie die Grünen (Ecolo). Auf Gesamtstaatsebene wurde die Regierung von einer „Regenbogen-Koalition“ aus Sozialisten, Liberalen und Grünen unter Premierminister Guy Verhofstadt gebildet. Wallonien folgte diesem Muster. Neuer Premierminister Walloniens wurde der PS-Parteivorsitzende Elio Di Rupo und am 12. Juli 1999 wurden die Minister und Ministerinnen seiner Regierung vereidigt, einer Koalitionsregierung aus PS, dem liberalen Wahlbündnis PRL-FDF-MCC und Ecolo. Ecolo wurde an der Regierung beteiligt, obwohl – im Gegensatz zur Föderalebene – die Mehrheitsverhältnisse in Wallonien auch für eine Zweierkoalition aus Sozialisten und Liberalen ausgereicht hätten.